# Chi Khổ diệp
Chi Khổ diệp (danh pháp khoa học: Picrasma) là một chi thực vật có hoa thuộc họ Simaroubaceae, bao gồm sáu cho đến chín loài bản địa của vùng ôn đới tới nhiệt đới của châu Á, và vùng nhiệt đới của châu Mỹ. Đây là các cây bụi và cây gỗ cao tới 20 m. Loài Picrasma quassioides chứa axit petroselinic.

## Các loài tiêu biểu
- Picrasma chinensis P.Y.Chen
- Picrasma crenata Engl. trong Engl. & Prantl
- Picrasma excelsa (Sw.) Planch.
- Picrasma javanica Blume - khổ diệp
- Picrasma mexicana Brandegee
- Picrasma quassioides (D.Don) Benn.
  - Picrasma quassioides var. quassioides

## Hình ảnh

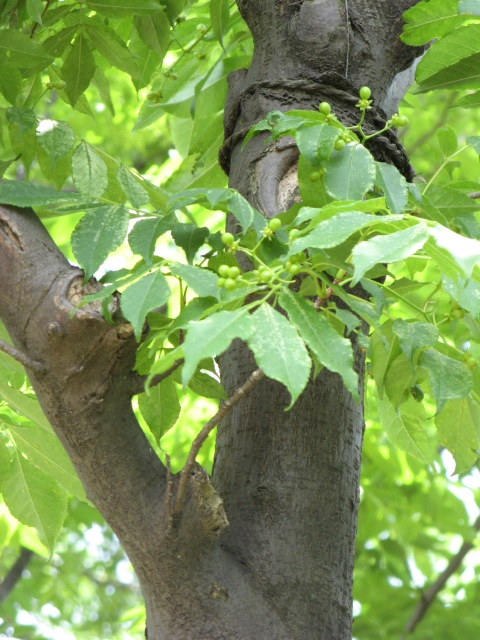